# 暖渠山水库
暖渠山水库是中国陕西省榆林市佳县境内的一座水库，位于车会沟上，建于1977年。水库正常库容为500万立方米，集雨面积为72平方千米，海拔为915米。